# Беттинелли, Бруно
Бруно Беттинелли (итал. Bruno Bettinelli; 4 июня 1913, Милан,  Королевство Италия — 8 ноября 2004, Милан, Италия) — итальянский композитор, музыковед и музыкальный педагог.

## Биография
Родился в Милане 4 июня 1913 года в семье художника Марио Беттинелли. Его дядей был композитор Анджело Беттинелли, друживший с Джакомо Пуччини и Артуро Тосканини. В возрасте тринадцати лет поступил в Консерваторию имени Джузеппе Верди в Милане, где обучался у Джулио Чезаре Парибени. Его учителем композиции был Ренцо Босси. Завершив музыкальное образование в 1931 году, он был принят на место учителя композиции в альма-матер. Учениками Беттинелли были композиторы Клаудио Аббадо, Данило Лоренцини, Бруно Канино, Альдо Чеккато, Риккардо Шайи, Ацио Кори, Армандо Джентилуччи, Риккардо Мути, Анджело Пакканьини, Маурицио Поллини, Уто Уги.
Композитор был неоднократным лауреатом международных конкурсов по композиции. В 1940-е годы он получил приз Академии Святой Цецилии в Риме. Беттинелли также занимался музыковедческой деятельностью. Он был известным музыкальным критиком. Его избрали членом Академии Святой Цецилии в Риме и Национальной академии имени Луиджи Керубини во Флоренции.
Скончался в Милане 8 ноября 2004 года. Творческое наследие композитора включает три оперы — «Колодец и маятник» (1957), «Симфония» (1959), «Обратный отсчёт» (1969) и многочисленные произведения симфонической и камерной музыки. В его ранних сочинениях в стиле неоклассицизма с большим вниманием к контрапункту заметно влияние Стравинского, Хиндемита, Бартока, Казеллы, Малипьеро и Петрасси. Затем музыка композитора постоянно эволюционировала, включая в себя всё новые элементы, такие, как атональность, додекафонию, контролируемую случайность, а также новые инструментальные приемы (мультифонические, гармонические и другие подобные инструментальные эффекты), которые привели его к созданию свободного и личного хроматического языка, всегда наполненного тембрами и эффектно красноречивыми жестами, наделенными замечательными формальными структурами выразительной строгости.

## Аудиозаписи
- Bruno Bettinelli. «Concerto per violino e orchestra» (1983) — Бруно Беттинелли. Концерт для скрипки с оркестром (1983) в исполнении симфонического оркестра «Монтеверди» под руководством Пьерлуиджи Урбини; скрипка — Феличе Кузано.